# Захарино (Новосокольнический район)
Захарино — деревня в Новосокольническом районе Псковской области России. Входит в состав Пригородной волости.
Захарино — малая родина Героя Российской Федерации (2000, посмертно) Дмитрия Викторовича Григорьева.

## География
Расположена в 2 км к востоку от города Новосокольники на трассе 58К-38. К северо-востоку от деревни расположен аэродром Захарино.

## История
С января 1995 до апреля 2015 года деревня входила в состав ныне упразднённой Первомайской волости в качестве её административного центра.

## Население
| 2001 | 2002 | 2010 |
| ---- | ---- | ---- |
| 256  | ↗277 | ↘255 |

Численность населения деревни по оценке на начало 2001 года составляла 256 человека (2000 год).